# Area 51 (film)
Area 51 to amerykański film fabularny z 2015 roku, napisany przez Orena Peliego i Christophera Denhama oraz wyreżyserowany przez samego Peliego. Opowiada historię trójki przyjaciół, którzy postanawiają włamać się na teren Strefy 51, ściśle strzeżonej bazy wojskowej, uznawanej za miejsce badań na istotach pozaziemskich. Film, wyprodukowany w roku 2009, nie został wydany aż do 15 maja 2015.

## Obsada
- Reid Warner − Reid
- Jelena Nik − Jelena
- Ben Rovner − Ben
- Darrin Bragg − Darrin